# Grambek
Grambek [ˈɡʁaːm.beːk] ist eine Gemeinde im Kreis Herzogtum Lauenburg in Schleswig-Holstein.

## Geografie

### Lage
Das Gebiet der Gemeinde Grambek liegt am östlichen Ufer des Elbe-Lübeck-Kanals. Es wird naturräumlich der Haupteinheit Südmecklenburgische Niederungen zugeordnet, einem Teil der Niederen Geest.

### Ortsteile
Im Gemeindegebiet Grambeks befindet sich neben dem namensgebenden Dorf zudem auch eine Häusergruppe Grambecker Heide als weiterer Wohnplatz.

## Geschichte
Das Dorf wurde im Isfriedschen Teilungsvertrag von 1194 als Grambeke erstmals urkundlich erwähnt.  Das Bauerndorf gehörte bis zum Jahre 1808 zum Gutsbezirk Gudow, der 1815 wiederhergestellt wurde. 1889 erfolgte mit der Aufhebung der gutsherrlichen Polizeiobrigkeit durch Preußen die Gründung des Amtsbezirks Gudow, dem Grambek auch ab 1948 wieder angehörte. Das Amt Gudow wurde 1971 mit dem Amt Sterley zum Amt Gudow-Sterley zusammengefasst. Mit der Auflösung des Amtes Gudow-Sterley trat die Gemeinde am 1. Januar 2007 dem Amt Breitenfelde bei.

## Politik

### Gemeindevertretung
Bei der Kommunalwahl am 14. Mai 2023 wurden insgesamt neun Sitze vergeben. Von diesen erhielt die Unabhängige Wählergemeinschaft Grambek fünf Sitze und die Allgemeine Freie Wählergemeinschaft Grambek vier Sitze.

### Wappen
Blasonierung: „In Gold ein gesenkter sich zum Schildrand verjüngender blauer Bogenbalken zum Schildhaupt, oben ein blauer Fischotter mit silbernem Brustfleck, unten zwei fächerförmig gestellte rote Heidenelken.“

### Verwaltung
Grambek wird vom Amt Breitenfelde verwaltet.

## Wirtschaft
Die durch Kiesabbau entstandenen Teiche werden seit den 1950er Jahren für eine Teichwirtschaft genutzt.

## Sehenswürdigkeiten
In der Liste der Kulturdenkmale in Grambek stehen die in der Denkmalliste des Landes Schleswig-Holstein eingetragenen Kulturdenkmale. An der Gemeindegrenze zu Mölln befinden sich an dem Europäischen Fernwanderweg E1/E6 zwei miteinander verwachsene Eichen, denen der Name „Adam und Eva“ gegeben wurde.

## Freizeit
Im Jahre 1960 entstanden auf ehemaligen Ackerflächen das Segelfluggelände Grambeker Heide und der Moto-Cross-Platz Grambeker Heidering. Im Jahre 2010 feierten der LSV Grambeker Heide und der Berliner Luftsportclub Lilienthal das 50-jährige Bestehen ihres Flugplatzes.
Im Gemeindegebiet gibt es einen Golfplatz.